# Bălești (Gorj)
Băleşti è un comune della Romania di 7507 abitanti, ubicato nel distretto di Gorj, nella regione storica dell'Oltenia.
Il comune è formato dall'unione di 9 villaggi: Bălești, Ceauru, Cornești, Găvănești, Rasova, Stolojani, Tălpășești, Tămășești, Voinigești.
Nel territorio del comune si trova una delle più importanti chiese lignee dell'Oltenia, la chiesa dei SS. Arcangeli (Sfinţii Arhangheli), costruita nel 1679 ed arricchita con altre opere pittoriche nel 1736.